# Arkadiusz Reca
Arkadiusz Reca, född 17 juni 1995, är en polsk fotbollsspelare som spelar för Spezia.

## Klubbkarriär
Den 25 september 2020 blev Reca klar för en utlåning till Crotone.

## Landslagskarriär
Den 7 september 2018 gjorde Reca sin debut för det polska landslaget, i en UEFA Nations League-match mot Italien som slutade 1-1.